# 비디오 그래픽스 어레이

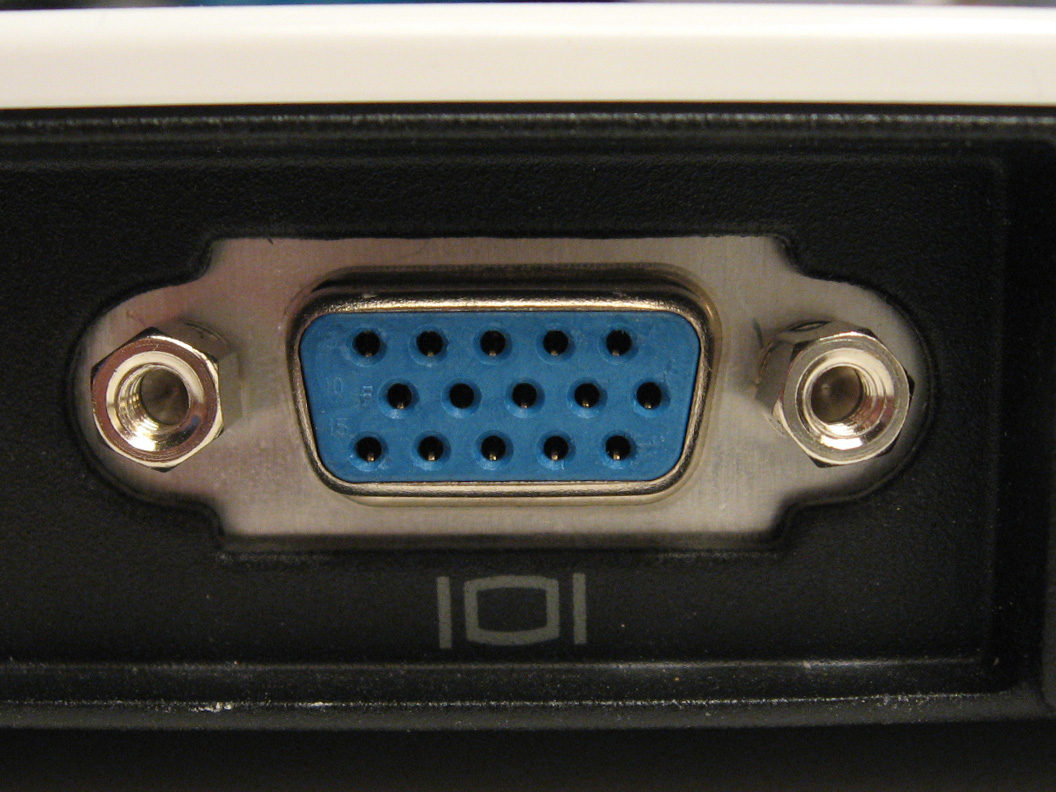
HD15F VGA 포트 (그래픽 카드 위)

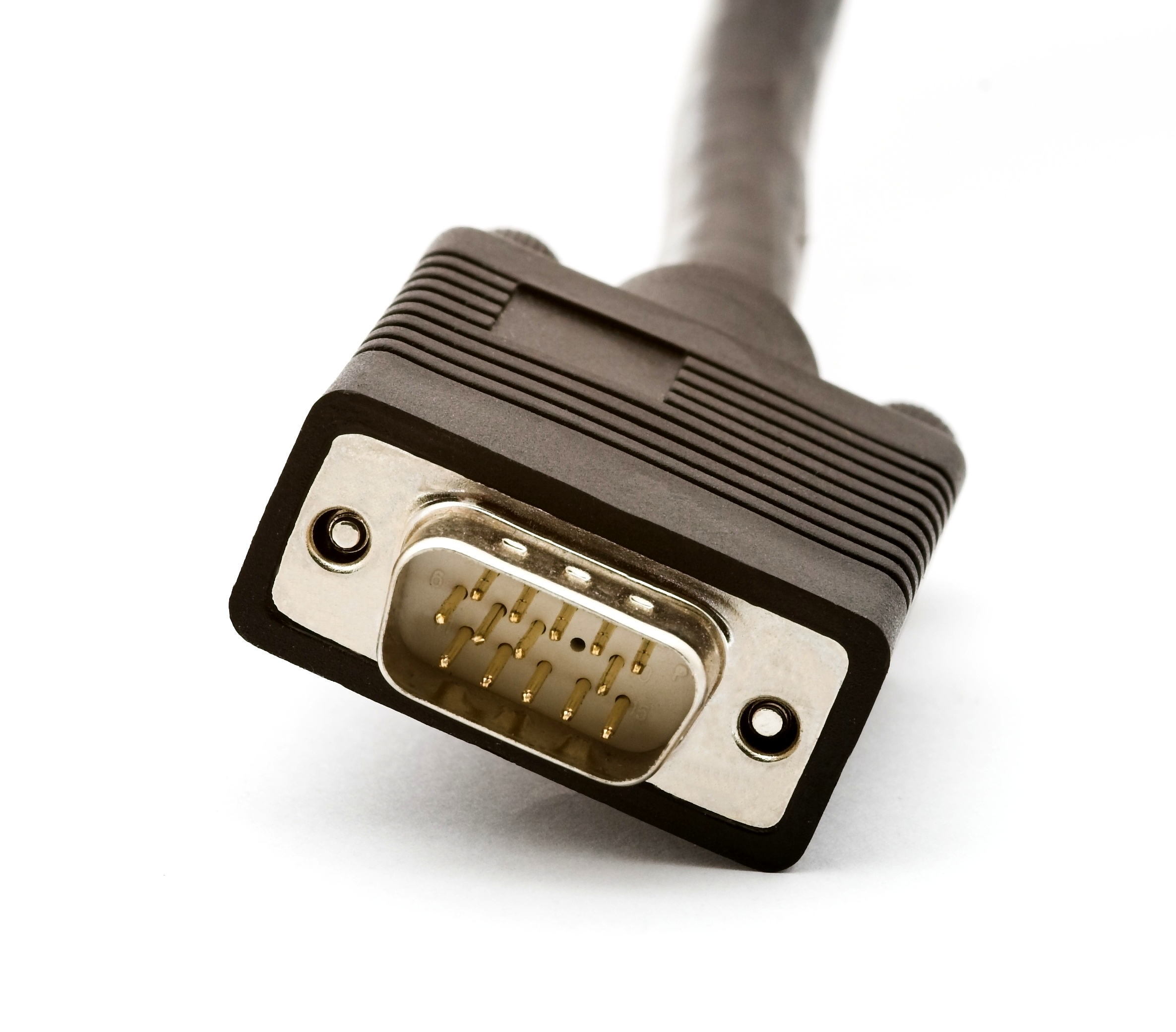
HD15M VGA 플러그 (디스플레이 장치 위)

비디오 그래픽스 어레이(VGA, 영어: Video Graphics Array)는 IBM사가 1987년에 제정한 아날로그 방식의 컴퓨터 디스플레이 표준이다.
VGA가 표준으로 자리잡고 있는 포켓 PC 시장을 제외하고 오늘날 VGA는 일반적인 목적으로 사용되지는 않지만, 대부분의 컴퓨터 제조사가 기본적으로 지원하는 마지막 표준으로써, 많은 PC 디스플레이 장치에서 장치 드라이버를 올리기 이전에 화면 표시를 위해 VGA 방식이 쓰이고 있다. 예를 들어, 마이크로소프트 윈도우의 일부 버전의 로딩 화면이나 안전모드에서는 VGA 모드로 동작한다.
VGA라는 용어는 하드웨어와 관계 없이 영상의 640 x 480 해상도를 나타낸다. 모든 해상도의 아날로그 영상 신호 전송에서 아직까지도 쓰이는 15핀 D-sub VGA 커넥터가 VGA로 불리기도 한다.
VGA는 공식적으로 IBM의 XGA 표준으로 대체되었지만, 실제로는 VGA를 개선해 여러 호환 하드웨어 제조사에서 제조하던 SVGA로 대체되었다.

## 규격
VGA는 '어댑터(adapter)'가 아닌 '어레이(array)'이다. 이는 VGA가 모토로라 6845와 10여개의 이산 논리 칩으로 ISA 슬롯 전체 길이를 차지하던 MDA, CGA, EGA와는 달리 하나의 칩으로부터 구현되기 시작했기 때문이다. 이에 따라 메인보드에 간단하게 내장될 수 있었고 (다만 영상 메모리, 타이밍 발진기, 외부 램댁만 필요함), 최초의 IBM PS/2 모델은 메인보드에 내장된 VGA가 사용되었다.
VGA 특징은 다음과 같다:
- 256 KB 영상 램
- 16색과 256색 모드
- 262144 종류 색 팔레트 (빨강, 녹색, 파랑 각각 6 비트씩)
- 주 클럭을 25 MHz 나 28 MHz로 선택할 수 있음
- 최대 720 수평 화소
- 최대 480 줄
- 최대 70 Hz 프레임 속도
- 평면 모드: 최대 16 색 (4 비트 설계)
- 패킷 화소 모드: 256 색 (모드 13h)
- 하드웨어를 통한 부드러운 화면 스크롤 지원
- 일부 "Raster Ops" 기능 지원
- 배럴 쉬프터
- 화면 분할 지원
- 부드러운 글꼴

VGA는 그래픽 모드 및 텍스트 모드를 지원한다. 표준 그래픽 모드는 다음과 같다.
- 640×480해상도에 16 색
- 640×350해상도에 16 색
- 320×200해상도에 16 색
- 320×200해상도에 256 색 (모드 13h)

표준 모드 이외에도 VGA는 다양한 이전 모드(EGA, CGA, MDA)를 흉내내도록 설정할 수 있다.

## 텍스트 모드
표준 텍스트 모드는 80*25 또는 40*25 글자 수의 화면을 사용한다. 한 글자마다 16 가지의 전경색과 8 가지의 배경색을 쓸 수 있다. 또 각 글자는 깜빡일 수도 있으며 한 화면에서 깜빡이게 설정된 모든 글자는 동시에 깜빡인다. 전체 화면을 깜빡이게 하는 설정을 사용하지 않으면, 배경색을 16 가지 색깔 가운데에서 고를 수 있다. 이같은 모든 기능은 IBM의 기존 표준인 CGA에서 제공되던 것과 동일하다.
VGA 장치는 보통 흑백과 컬러 텍스트 모드 둘 다 지원하며, 흑백 모드는 거의 쓰지 않는다. 현대의 대부분 VGA 장치의 흑백 텍스트는 컬러 텍스트 모드에서 검은색 바탕 위에 흰 글자를 써서 나타낸다. 텍스트 방식의 응용 프로그램 사용을 주 목적으로 판매되던 VGA 흑백 모니터도 대부분의 VGA 카드의 컬러 모드에서 충분히 작동하였다.
컬러 텍스트 모드에서, 각 화면 글자는 2 바이트로 표현된다. 하위 바이트 또는 글자 바이트는 현재 글자 세트에서의 실제의 글자 바이트이고, 상위 바이트 또는 속성 바이트는 색깔, 깜빡임 여부, 글자 셋과 같은 다양한 속성을 저장하는 데 쓰인다. 이와 같은 바이트 구조는 CGA로부터 유래된 것이다.

## 주소 방식
VGA의 영상 메모리는 개인용 컴퓨터의 리얼 모드 주소 공간의 0xA0000에서 0xC0000까지의 윈도를 통하여 메모리에 매핑된다. 일반적으로 다음과 같다.
- 0xA0000는 EGA/VGA 영상 모드를 위한 매핑 (64 KiB)
- 0xB0000는 흑백 텍스트 모드를 위한 매핑 (32 KiB)
- 0xB8000는 컬러 텍스트 모드와 CGA-호환 모드를 위한 매핑(32 KiB)

## 기술
IBM에서 더 나은 성능의 그래픽 표준을 개발하기 위해 픽사 이미지 컴퓨터를 리버스 엔지니어링했다는 소문이 있었다. 그리고, 픽사 이미지 컴퓨터가 시장성을 얻는 데 실패한 까닭에는 VGA의 성공도 있다.

## 비교표
| v • d • e • h | 가로 (너비) | 세로 (높이) | 메가 픽셀 | 가로세로비 | 화소 간 차이 (백분율) | 화소 간 차이 (백분율) | 화소 간 차이 (백분율) | 화소 간 차이 (백분율) | 화소 간 차이 (백분율) | 화소 간 차이 (백분율) | 화소 간 차이 (백분율) | 보통 크기 | 와이드가 아닌 버전 | 참고                                             |
| 이름          | 가로 (너비) | 세로 (높이) | 메가 픽셀 | 가로세로비 | WXGA                  | WXGA+                 | WSXGA+                | WUXGA                 | UW-UXGA               | WQHD                  | WQXGA                 | 보통 크기 | 와이드가 아닌 버전 | 참고                                             |
| ------------- | ----------- | ----------- | --------- | ---------- | --------------------- | --------------------- | --------------------- | --------------------- | --------------------- | --------------------- | --------------------- | --------- | ------------------ | ------------------------------------------------ |
| WXGA          | 1280        | 800         | 1.024     | 1.6        |                       | -21%                  | -42%                  | -56%                  | -63%                  | -72%                  | -75%                  | 15"–19"   | XGA                |                                                  |
| WSXGA / WXGA+ | 1440        | 900         | 1.296     | 1.6        | +27%                  |                       | -27%                  | -44%                  | -53%                  | -65%                  | -68%                  | 15"–19"   | XGA+               |                                                  |
| WSXGA+        | 1680        | 1050        | 1.764     | 1.6        | +72%                  | +36%                  |                       | -23%                  | -36%                  | -52%                  | -57%                  | 20"–22"   | SXGA+              |                                                  |
| WUXGA         | 1920        | 1200        | 2.304     | 1.6        | +125%                 | +78%                  | +31%                  |                       | -17%                  | -38%                  | -44%                  | 23"–28"   | UXGA               | 약간의 레터박스가 포함된 1920x1080 영상을 보여줌 |
| UW-UXGA       | 2560        | 1080        | 2.765     | 2.37       | +170%                 | +113%                 | +57%                  | +20%                  |                       | -25%                  | -32%                  | 29", 34"  | SXGA+              |                                                  |
| WQHD          | 2560        | 1440        | 3.686     | 1.778      | +260%                 | +184%                 | +109%                 | +60%                  | +33%                  |                       | -10%                  | 27"       |                    |                                                  |
| WQXGA         | 2560        | 1600        | 4.096     | 1.6        | +300%                 | +216%                 | +132%                 | +78%                  | +48%                  | +11%                  |                       | 30"+      | QXGA               | UXGA 보완                                        |

## 같이 보기
- 슈퍼 비디오 그래픽스 어레이
- DOS/V
- 디스플레이포트